# Universidad Técnica de Tallin
La Universidad Técnica de Tallin (UTT) (en estonio Tallinna Tehnikaülikool, TalTech o TTÜ) es la única universidad técnica en Estonia y, según su labor de investigación, la más importante junto con la Universidad de Tartu. Acoge a cerca de 9,000 estudiantes reglados, 9,000 estudiantes de formación continua y 2,000 empleados.
La universidad es la tercera con mejor ranking de los países bálticos según la clasificación académica de universidades del THE, que la sitúa entre los puestos 601-800 a nivel mundial. En concreto, sus departamentos de ciencias sociales y empresariales se sitúan respectivamente entre los puestos 201-250 y 301-400 de la misma clasificación.

## Facultades
- Facultad de Ingeniería de la Construcción
- Facultad de Ingeniería eléctrica
- Facultad de Humanidades
  - Instituto de Ciencias de la Administración
    - Especialidad de Ciencias del Estado (Prof. Wolfgang Drechsler)
      - Seminario de Ciencias de las Finanzas y Desarrollo Internacional (Prof. Jan A. Kregel)

    - Especialidad Management Público y Public Policy (Prof. Tiina Randma-Liiv)
    - Especialidad de Ciencias de Comunas (Prof. Sulev Mäeltsemees)

  - Programa de Technology Governance (directores Prof.s Kattel, Drechsler y Reinert)
    - Especialidad Technology Governance y Política de Innovación (Prof. Rainer Kattel)
      - Seminario Technology Governance y Estrategias de desarrollo (Prof. Erik S. Reinert)
      - Seminario Technology Governance y Desarrollo Socioeconómico (Prof. Carlota Pérez)

  - Diferentes áreas de atención (sin una graduación propia) para otras especialidades
- Facultad de Informática
- Facultad de Química y Ciencias de los Materiales
- Facultad de Enseñanza de Ciencias Económicas y Ciencias Civiles
- Facultad de Ciencias Naturales
- Facultad de Mecánica

## Institutos
- Instituto Estonio de Ciencias Económicas
- Instituto Geológico
- Instituto Cibernético
- Instituto de Investigación del Ölschiefer
- Instituto de Investigación de energía estonio
- Instituto para Sistemas Marinos

## Historia
La Universidad Técnica de Tallin se fundó poco después de la independencia de Estonia en 1918 como Escuela de Ingenieros de la Sociedad Estonia de Ingenieros, dado que el estado no contaba con una formación propia para ingenieros.
En 1919 la escuela de ingenieros se transformó en un College privado y en 1920 el estado se hizo cargo de la institución. Desde 1936 se pasó a denominar "Instituto Técnico de Tallin", pero no sería hasta 1938 hasta que consiguiera el estatus de universidad.

## Miembros Ilustres de la Universidad
Junto a la élite técnica del país también destacan algunos empresarios y hombres de negocios, entre ellos el presidente de Hansabank, el mayor banco del Báltico, Indrek Neivelt; el consejero delegado de la Cámara Estonia de Industria y Comercio, Toomas Luman; y el antiguo ministro presidente y prominente empresario Tiit Vähi. También el presidente de la Academia Estonia de las Ciencias, Jüri Engelbrecht, is miembro de la TUT.

## Universidades asociadas (selección)
- Universidad Ruhr de Bochum , Alemania
- Universidad Corvinus de Budapest, Hungría
- Universidad Técnica de Chemnitz, Alemania
- Universidad Técnica de Darmstadt , Alemania
- Universidad Técnica de Dresde , Alemania
- Universidad Técnica de Eindhoven, Eindhoven, Países Bajos
- Universidad de Helsinki, Helsinki, Finlandia
- Universidad Técnica de Helsinki , Helsinki, Finlandia
- Universidad Jönköping , Jönköping, Suecia
- Universidad Otto-von-Guericke de Magdeburgo, Alemania
- Universidad de Nueva Brunswick, Canadá
- Universidad Pierre y Marie Curie , París, Francia
- Michigan State University, East Lansing, Míchigan, Estados Unidos
- Centro Técnico Superior Real de Estocolmo, Estocolmo, Suecia
- Universidad de Toronto, Toronto, Canadá
- Universidad Noruega de Ciencia y Tecnología  Trondheim, Noruega
- Universidad de Twente , Twente, Países Bajos
- Universidad Técnica Nacional de Ucrania, Kiev, Ucrania
- Universidad de Washington, Seattle, Washington, Estados Unidos